# Azarapates
Azarapates (em grego: Αζαραπατεις; romaniz.: azarapateis), segundo Hesíquio de Alexandria, azabarites (αζαραβίτες, azarabítes) segundo Ctésias de Cnido e azaropte ou azaripto segundo a inscrição trilíngue de Sapor I, mas também conhecido nas formas em persa antigo hazarapati (*hazārapati-), parta hezerupte (hzrwpt) e persa médio hazarbede (hazārbed, hz’lwpt), foi um título persa de alta patente criado durante o Império Aquemênida, fundido ao grego quiliarca durante o período helenístico, e recriado durante o Império Sassânida.

## História
O título de azarapetes aparece na inscrição trilíngue de Sapor I (r. 240–270) do Cubo de Zaratustra e na inscrição bilíngue de Paiculi de Narses I (r. 293–302). Também aparece como empréstimo no báctrio uazarocto (uazaroxto) e no armênio hazarapete (hazarapet) e hazaructe (hazarwuχt). Segundo Shayegan, as fontes epigráficas sugerem que o termo deveria ser lido como hazarufte (hazāruft) em vez de hazarbede (hazārbed) e é provável que as formas com -uft foram as originais, de modo que aquelas com -bed foram criadas em analogias aos demais títulos sassânidas escritos dessa forma. O. Szemerényi, contudo, sugeriu que as formas armênias refletiram, respectivamente, um parta hazarbede oriundo de hazarapati (*hazāˊra-páti-) e um persa médio oriundo de hazarapati (*hazārá-pati-), posição contestada por Shayegan devido a carência de evidência textual; as mais antigas atestações dos termos estão na tradução armênia do século V da Bíblia e nas obras historiográficas dos séculos V e VI de Fausto, o Bizantino, Eliseu e Lázaro de Farpe.
Inúmeros estudiosos atualmente supõem que havia um ofício arsácida análogo ao sassânida e aquemênida, mas não há evidências para confirmar. Segundo Shayegan, a inscrição trilíngue de Sapor I indica que foi estabelecido pela primeira vez durante o período sassânida sob Artaxer I (r. 224–242); o primeiro titular conhecido foi Pabeco, que exerceu função sob Artaxer e Sapor I. O ofício é mencionado nas listas de dignitários destes monarcas imediatamente após os nomes dos membros da realeza e do ofício de vitaxa (vice-rei). Na inscrição bilíngue de Paiculi, contudo, certo argapetes de nome Sapor é listado antes do vitaxa e do azarapates. Segundo Pedro, o Patrício, quando Narses recebeu o emissário romano Sicório Probo para estabelecer a Paz de Nísibis (298/9), ele estava acompanhado por dois oficiais, o prefeito pretoriano Afarbã e o arcapetes Barasabor. Provavelmente a tradução "prefeito pretoriano" feita por Pedro represente o azarapates, enquanto o arcapetes o argapetes.
De início é provável que o azarapates estivesse encarregado com a segurança do rei, como seu predecessor aquemênida, e o comando do regimento de guardas. Seus deveres não incluíam aqueles do parta niuedebede (em parta: niwēδbed; em persa médio: *āyēnīg?), "introdutor chefe", como sugerido pelas homílias coptas, nem aqueles do aspabedes (comandante do exército), mesmo embora seja possível que sob Sapor I ele temporariamente assumiu as funções do aspabedes, pois o último não aparece nas listas de dignitários, onde, em vez disso, aparece o aspabides (comandante da cavalaria); na lista de Paiculi, por sua vez, o aspabedes é reintroduzido. Dentre as unidades de guarda sob seu comando estavam a pustiguebã, a darigã (a guarda palaciana) e a tardia unidade de 4 000 dailamitas que serviram sob Cosroes II (r. 590–628).
Mais adiante, a julgar pela evidência armênia, o azarapates tornou-se um equivalente do grão-framadar (grão-intendente). Mir-Narses, um alto oficial sob Isdigerdes I (r. 399–420), descreveu-se em sua inscrição em Firuzabade como grão-framadar, enquanto Eliseu descreve-o como "grão-framadar do Irã e não Irã" e "grão-azarapates dos iranianos e não iranianos". Apesar disso, numa passagem do Sinódico Oriental sobre o Concílio de Selêucia-Ctesifonte de 410, cita-se que Isdigerdes enviou dois oficiais para aprovar as decisões dos bispos, o grão-framadar Cosroes-Isdigerdes e Mir-Sapor da "casa do Argapetes". Shayegan avalia que é provável que Mir-Sapor foi o argapetes, cujo comando tornou-se hereditário a partir do século V, enquanto grão-framadar reflete a evolução do ofício de azarapates no Império Sassânida Tardio como o paralelismo entre Mir-Sapor (argapetes) e Cosroes-Isdigerdes (grão-framadar) e Barasabor (argapetes) e Afarbã (azarapates) sugere. Na glosa de Hesíquio de Alexandria de meados do século V, azarapates é definido como "arrumador, anunciador".